# Marco Bizot
Marco Bizot (Hoorn, 1991. március 10. –) holland válogatott labdarúgó, az Aston Villa játékosa.

## Pályafutása

### Klubcsapatokban
Az SV Westfriezen és az AFC Ajax korosztályos csapataiban nevelkedett, de az első csapatban nem lépett pályára, ezért az SC Cambuur csapatához került kölcsönbe. 2012. június 14-én a Groningen szerződtette és két szezont töltött a klubnál. 2014. június 22-én a belga KRC Genk csapatához írt alá három évre. 2017. május 10-én visszatért hazájába és az Alkmaar játékosa lett. 2021. augusztus 4-én a francia élvonalban szereplő Stade Brest igazolta le. 2025 nyarán az angol első osztályú Aston Villához szerződött.

### A válogatottban
Részt vett a 2010-es U19-es labdarúgó-Európa-bajnokságon és a 2013-as U21-es labdarúgó-Európa-bajnokságon. 2018. március 26-án ülhetett a felnőtteknél először le a kispadra a Portugália elleni barátságos mérkőzésen, de pályára nem lépett. 2020. november 11-én mutatkozott be Spanyolország ellen 1–1-re végződő felkészülési mérkőzésen. 2021. május 26-án bekerült a 2020-as labdarúgó-Európa-bajnokságra utazó keretbe.

## Statisztikái

### A válogatottban
2021. június 27-én frissítve.
| Nemzet    | Év       | Mérkőzés | Gól |
| --------- | -------- | -------- | --- |
| Hollandia | 2020     | 1        | 0   |
| Összesen  | Összesen | 1        | 0   |